# Isabel Salgado
Maria Isabel Barroso Salgado Alencar (Rio de Janeiro, 2 de agosto de 1960 – São Paulo, 16 de novembro de 2022), foi uma jogadora e e treinadora de voleibol brasileira. Foi também defensora dos direitos da mulher, a primeira atleta a jogar grávida, em alto nível, até os seis meses de gravidez e uma das pioneiras a discutir a relação entre mulheres, esporte e maternidade. Destacou-se ainda por ser a primeira jogadora brasileira a jogar na Europa, defendendo a equipe do Modena, da Itália, em 1980. Esse movimento foi fundamental para abrir caminho para outras jogadoras que passaram a defender equipes de fora.

## Carreira
Isabel foi atacante desde os 11 anos de idade e já demonstrava ser uma exímia jogadora de voleibol. Estudava no Colégio Notre Dame, no Rio de Janeiro, onde começou a jogar vôlei aos 11 anos de idade . Com apenas 12 anos, foi estimulada a treinar em clube para se aprimorar na modalidade por seu treinador e também treinador do Flamengo, Enio Figueiredo, futuramente seu técnico na Seleção Brasileira.
Formada nas divisões de base do Flamengo, jogou na categoria de base desde 1973 nesse clube. Em 1976, foi convocada para a Seleção Brasileira Juvenil, já titular na equipe do Flamengo, quando tal clube conquistou a terceira colocação do Campeonato Brasileiro de Voleibol. Pelo mesmo clube, conquistou dois títulos do Campeonato Brasileiro de Voleibol, nos anos de 1978 e 1980. Era uma das representantes do clube na Seleção Brasileira, que disputou duas edições de Olimpíadas, a primeira nos Jogos Olímpicos de Moscou, em 1980, e a outra nos Jogos Olímpicos de Los Angeles, em 1984.
Disputou campeonatos em mais de dez clubes brasileiros, atuando também em algumas temporadas no voleibol italiano e japonês. Jogou por quatro temporadas pela equipe do Recra de Ribeirão Preto, onde foi bicampeã paulista, campeã da Liga Nacional de Vôlei 93-94 e campeã sulamericana em 1994. Esteve na Seleção Brasileira nos campeonatos sul-americanos (juvenil e adulto), pan-americanos e mundiais. Posteriormente passou a disputar também em torneios de vôlei de praia, tanto no recém-criado Circuito Brasileiro de Vôlei de Praia como em torneios internacionais 
 No Vôlei de Praia, foi umas das pioneiras no torneio promovido pela FIVB em Almeria, Espanha, formando dupla com Jackie Silva, que nos anos seguintes seria campeã do Circuito Mundial de Vôlei de Praia e medalha de ouro em Atlanta, em 1996. Anos mais tarde, fez dupla com Roseli Timm e conquistaram a medalha de ouro na etapa de Miami do Circuito de Vôlei de Praia,. Com Roseli, Isabel conquistou três medalhas de pratas e duas de bronze até 1995. Por mais três anos, Isabel atuou com outras parceiras, encerrando a carreira em 1997.
Além de competir como atleta do vôlei de praia e estreou como treinadora de vôlei, tendo exercido esta última função na equipe do Flamengo, na Superliga de 1999-2000. O Vasco decidiu montar uma equipe feminina de vôlei e Isabel foi contratada para ser a técnica da equipe na Superliga de 2000-2001, na qual conseguiu levar o Vasco à final e foi vice-campeã
Isabel Salgado foi mãe de cinco filhos, três dos quais foram bem sucedidos jogadores de vôlei de praia. Maria Clara e Carolina Solberg começaram em 2005. Isabel foi técnica da dupla pela primeira vez no Circuito Mundial em 2008, e ganhou sua primeira medalha de ouro em Myslowice. Já seu filho Pedro Solberg ganhou mais de dez torneios e foi eleito em 2008, com seu parceiro, a dupla do ano e campeão do Circuito Mundial. Após jogar por mais de trinta anos, ser técnica tanto na quadra quanto na praia, Isabel trocou de função e passou a trabalhar na gestão e supervisão da carreira dos filhos esportistas. Formou dupla com sua filha Maria Clara e, já próximo do fim da carreira, com Carolina, então com 17 anos.

## Vida pessoal e morte
Aos 27 anos, Isabel já era mãe de quatro filhos, hoje três deles, Carol, Pedro e Maria Clara, são atletas, seguindo os passos da mãe. A filha mais velha, Pilar, atua como figurinista. Tem também Allison, que foi adotado por Isabel quando este tinha 14 anos. Mesmo depois da maternidade, Isabel não abriu mão da carreira, disputou campeonatos e conquistou títulos, e levou os filhos com ela quando jogou fora do Brasil, em países como o  Japão. Carol Solberg, assim como a mãe, ainda jovem teve dois filhos e continuou atuando como jogadora de praia, sem interromper a carreira.
Isabel foi casada duas vezes. A primeira com ex-tenista Thomaz Koch e a segunda com cineasta Ruy Solberg. Em 2012, Isabel Salgado reatou seu casamento com seu ex-marido, o cineasta Ruy Solberg, irmão da filmmaker cinemanovista Helena Solberg, com quem foi casada até 15 anos antes. Ruy é pai dos seus filhos Carol e Pedro. Já os pais das primogênitas Pilar e Maria Clara, até hoje, são desconhecidos do grande público, mas sabe-se que foram frutos de breves relacionamentos.
Isabel morreu abruptamente na manhã de 16 de novembro de 2022, aos 62 anos de idade, no Hospital Sírio-Libanês de São Paulo, de complicações da Síndrome Aguda Respiratória do Adulto (SARA). Segundo a família, Isabel sofreu uma parada cardíaca por conta de uma bactéria no pulmão. Alguns dias antes havia sido anunciada pelo governo de transição do presidente eleito Lula como integrante do grupo técnico do esporte. Em dezembro, a Prefeitura do Rio anunciou que homenagearia Isabel dando seu nome ao centro de treinamento que funcionará na antiga Arena Carioca 3.

## Vôlei indoor

### Campeonato Brasileiro de Voleibol
- 1976- 3ºLugar atuando pelo Flamengo(1978)
- 1978- Campeã atuando pelo Flamengo(1978)
- 1980- Campeã atuando pelo Flamengo(1980)

### Superliga Brasileira de Voleibol
- 2000/2001 - Vice-campeã - Treinadora do Vasco

### Jogos Pan-Americanos
- 1983- 4º Lugar (Caracas, Venezuela)[13]

## Vôlei de praia
| Período   | Parceira        |
| 1992-1992 | Jackie Silva    |
| 1993-1995 | Roseli Timm     |
| 1995-1995 | Shelda Bede     |
| 1996-1996 | Gerusa da Costa |
| 1997-1997 | Tatiana Minello |

### Histórico no vôlei de praia
| Associação          | Resultado final | Prêmio     | Fonte         |
| Estados Unidos      | 17º             | US$ 0      | [ 31 ] [ 32 ] |
| - WPVA              | 17º             | US$ 0      | [ 31 ] [ 32 ] |
| Internacional       | 1º              | US$ 59 219 | [ 31 ] [ 32 ] |
| - FIVB              | 1º              | US$ 47 281 | [ 31 ] [ 32 ] |
| - FIVB C&S          | 5º              | US$ 938    | [ 31 ] [ 32 ] |
| - Bônus Remuneração | -               | US$ 11 000 | [ 31 ] [ 32 ] |
| Global              | 1º              | US$ 59 219 | [ 31 ] [ 32 ] |

Competições
- 1992-4ºLugar- FIVB- Dupla com Jackie Silva (Almeria, Espanha)[31]
- 1992-17ºLugar-WPVA- Dupla com Maggie Paes (Hermosa Beach, Estados Unidos)[31]
- 1993-5ºLugar- FIVB- Dupla com Roseli Ana Timm (Rio de Janeiro, Brasil)[31]
- 1993-2ºLugar- FIVB- Dupla com Roseli Ana Timm (Santos, Brasil)[31]
- 1994-1ºLugar- FIVB- Dupla com Roseli Ana Timm (Miami, Estados Unidos)[31]
- 1994-2ºLugar- FIVB- Dupla com Roseli Ana Timm (La Serena, Chile)[31]
- 1994-4ºLugar- FIVB- Dupla com Roseli Ana Timm (Saint Petersburg, Rússia)[31]
- 1994-2ºLugar- FIVB- Dupla com Roseli Ana Timm (Osaka, Japão)[31]
- 1994-3ºLugar- FIVB- Dupla com Roseli Ana Timm (Carolina Beach, Porto Rico)[31]
- 1994-3ºLugar- FIVB- Dupla com Roseli Ana Timm (Santos, Brasil)[31]
- 1995-9ºLugar- FIVB- Dupla com Roseli Ana Timm (La Serena, Chile)[31]
- 1995-7ºLugar- FIVB- Dupla com Roseli Ana Timm (Rio de Janeiro, Brasil)[31]
- 1995-25ºLugar-FIVB- Dupla com Shelda Bede (Hermosa Beach, Estados Unidos)[31]
- 1995-25ºLugar-FIVB- Dupla com Shelda Bede (Pulsan, Coreia do Sul)[31]
- 1995-25ºLugar-FIVB- Dupla com Shelda Bede (Bali, Índia)[31]
- 1995-7ºLugar- FIVB- Dupla com Roseli Ana Timm (Carolina Beach, Porto Rico)[31]
- 1995-17ºLugar-FIVB- Dupla com Roseli Ana Timm (Santos, Brasil)[31]
- 1996-13ºLugar-FIVB- Dupla com Roseli Ana Timm (Rio de Janeiro, Brasil)[31]
- 1996-7ºLugar- FIVB- Dupla com Gerusa da Costa (Maceió, Brasil)[31]
- 1996-17ºLugar-FIVB- Dupla com Gerusa da Costa (Recife, Brasil)[31]
- 1996-17ºLugar-FIVB- Dupla com Gerusa da Costa (Hermosa Beach, Estados Unidos)[31]
- 1996-7ºLugar- FIVB- Dupla com Gerusa da Costa (Osaka, Japão)[31]
- 1996-9ºLugar- FIVB- Dupla com Gerusa da Costa (Carolina Beach, Porto Rico)[31]
- 1996-9ºLugar- FIVB- Dupla com Gerusa da Costa (Salvador, Brasil) [31]
- 1996-5ºLugar- FIVB C&S-Dupla com Gerusa da Costa (Vasto, Itália)[31]
- 1997-13ºLugar-FIVB- Dupla com Tatiana Minello (Rio de Janeiro, Brasil)[31]
- 1997-17ºLugar-FIVB- Dupla com Tatiana Minello (Melbourne, Austrália)[31]